# Арсений (Тодорский)
Епископ Арсений (в миру Дмитрий Григорьевич Тодорский; 1743, Коломна, Московская губерния — 15 [27] июня 1802 или 27 июня 1802) — епископ Русской православной церкви, епископ Вологодский и Великоустюжский.

## Биография
Родился в 1743 году в городе Коломне Московской губернии.
Обучался в Коломенской и Рязанской духовных семинариях.
В 1769 году окончил Московскую духовную академию и назначен учителем Коломенской духовной семинарии.
В 1771 году пострижен в монашество, рукоположен во иеродиакона и 5 сентября назначен префектом Коломенской духовной семинарии.
С 17 марта 1773 года — игумен Коломенского Спасского монастыря.
6 апреля 1774 года возведён в сан архимандрита Голутвинского Богоявленского монастыря.
В сентябре 1775 года утверждён в должности ректора Коломенской духовной семинарии.
В 1784 году переведён ректором в Суздальскую духовную семинарию и назначен архимандритом Владимирского Цареконстантиновского монастыря.
С 30 июня 1788 года — настоятель Ростовского Борисоглебского монастыря и ректор Ярославской духовной семинарии.
В 1790 году был вызван в Санкт-Петербург на чреду священнослужения.
22 мая 1792 года получил в управление Троице-Сергиеву пустынь около Петергофа, а 16 декабря того же года переведен настоятелем Кирилло-Белозерского монастыря.
21 июня 1796 года перемещён в Новгородский Юрьев монастырь.
15 августа 1796 года хиротонисан во епископа Вологодского и Великоустюжского.
Скончался 15 июня 1802 года. Погребен в Вологодском Софийском соборе.
Эпитафия над его могилой гласит: «Ложь, лесть искоренял, а правду ограждал, хранил незлобие, людей чтил твердых, порок же посрамлял людей немилосердных: в смиреньи, в правоте, в трудах окончил век…».